# Rūdnyy
Rūdnyy (Kazachs: Рудный Қ.Ә., Rūdnyy; Russisch: Рудный Г.А., Rudnyj) is een - met district gelijkgestelde - stad aan de rivier de Tobol in de oblast Qostanay in Kazachstan.
Begin 2019 telde deze stad, samen met haar twee nederzettingen  (кенті әкімінің | к.ә.) Gornyak (Горняк) en  Qashar (Қашар) zo’n 130.000 inwoners, waarvan 58 % Russen, 21 % Kazachen en 10 % Oekraïners en voorts Kazachstanduitsers.. 
De stad werd in 1955 gesticht, na de ontdekking van ijzerertsvoorraden in 1949. De plaatselijke economie wordt gedomineerd door de winning en verwerking van ijzererts. De dagbouwmijnen liggen aan de noord- en oostkant van de stad. De naam "Rudnyy" betekent erts. 
In de river Tobol bevindt zich het Qaratomar-stuwmeer, dat dient voor de watervoorziening.
De autoweg A-22 verloopt door de stad.